# 李波 (1972年)
李波（1972年7月—），男，汉族，重庆荣昌人，中华人民共和国政治人物。曾任中华全国归国华侨联合会副主席，重庆市人民政府副市长，中国人民银行副行长。现任国际货币基金组织副总裁。

## 生平
1992年毕业于中国人民大学国际经济系。1994年9月，取得波士顿大学经济学硕士学位。1999年8月，取得斯坦福大学经济学博士和哈佛法学院职业法律博士学位。1999年8月任美国达维律师事务所纽约总部专职律师。2003年3月任美国达维律师事务所香港办事处专职律师。
2004年6月，进入中国人民银行，先后任条法司副司长、司长。2007年8月，加入中国共产党。2009年8月，任中国人民银行货币政策二司司长。2015年3月，任中国人民银行货币政策司司长。
2018年8月，任中华全国归国华侨联合会副主席。
2019年9月，任重庆市人民政府副市长。
2021年4月，任中国人民银行副行长。
2021年8月23日，任国际货币基金组织副总裁。成为继朱民和张涛后第三位中国籍副总裁。